# Felipe Pérez Roque
Felipe Ramón Pérez Roque (ur. 28 marca 1965) – kubański polityk, minister spraw zagranicznych Kuby od maja 1999 do marca 2009. Jest najmłodszym członkiem kubańskiego gabinetu i jedynym urodzonym już po rewolucji kubańskiej z 1959.

## Kariera polityczna
Felipe Pérez Roque z zawodu jest inżynierem elektroniki, w 1988 ukończył studia techniczne. W przeszłości był liderem organizacji studenckich. Przed objęciem urzędu ministra, przez dekadę był szefem gabinetu Fidela Castro. Oprócz stanowiska ministra spraw zagranicznych, Pérez Roque od 1991 wchodzi także w skład Komitetu Centralnego Komunistycznej Partii Kuby (Partido Comunista de Cuba) oraz od 1986 jest członkiem Rady Państwa.

## Minister spraw zagranicznych
Jako minister spraw zagranicznych, Felipe Pérez Roque sprzeciwiał się prymatowi USA w stosunkach międzynarodowych. Określał Kubę jako "państwo pod oblężeniem", co wedle jego słów miały potwierdzać amerykańskie embarga nałożone na Kubę. W czasie corocznych przemówień przed Zgromadzeniem Ogólnym ONZ, krytykował posunięcia amerykańskiej administracji, postulując m.in. wycofanie sił amerykańskich z Iraku.
Pérez Roque był również odpowiedzialny za pogłębienie stosunków gospodarczych, wojskowych i politycznych z krajami takimi jak Chińska Republika Ludowa i Białoruś oraz krajami sprzeciwiającymi się hegemonii USA, jak Wenezuela, Iran czy Korea Północna.
2 marca 2009 Felipe Pérez Roque został zdymisjonowany ze stanowiska szefa dyplomacji przez prezydenta Raúla Castro.
Prywatnie Pérez Roque jest żonaty, ma dwoje dzieci.